# Stockbridge (Massachusetts)
Stockbridge é uma vila localizada no condado de Berkshire no estado estadounidense de Massachusetts. No Censo de 2010 tinha uma população de 1.947 habitantes e uma densidade populacional de 31,75 pessoas por km².

## Geografia
Stockbridge encontra-se localizado nas coordenadas 42° 18′ 07″ N, 73° 19′ 23″ O. Segundo o Departamento do Censo dos Estados Unidos, Stockbridge tem uma superfície total de 61.32 km², da qual 58.89 km² correspondem a terra firme e (3.97%) 2.43 km² é água.

## Demografia
Segundo o censo de 2010, tinha 1.947 pessoas residindo em Stockbridge. A densidade populacional era de 31,75 hab./km². Dos 1.947 habitantes, Stockbridge estava composto pelo 96.35% brancos, o 0.92% eram afroamericanos, o 0.05% eram amerindios, o 0.98% eram asiáticos, o 0% eram insulares do Pacífico, o 0.82% eram de outras raças e o 0.87% pertenciam a duas ou mais raças. Do total da população o 3.03% eram hispanos ou latinos de qualquer raça.